# 弘前医科大学 (旧制)
| 弘前医科大学 （弘前医大） | 弘前医科大学 （弘前医大） |
| ------------------------- | ------------------------- |
| 創立                      | 1948年                    |
| 所在地                    | 青森県弘前市              |
| 初代学長                  | 丸井清泰                  |
| 廃止                      | 1960年                    |
| 後身校                    | 弘前大学                  |
| 同窓会                    | 鵬桜会                    |

弘前医科大学 （ひろさきいかだいがく） は、1948年 （昭和23年） に設立された官立の旧制医科大学。
本項では、前身の旧制官立青森医学専門学校 （青森医専） を含めて記述する。

## 概要
- 第二次世界大戦中に設置された旧制青森医学専門学校が前身。
- 戦後、戦時期に設立された他の官立旧制医学専門学校5校と同時期に旧制大学に昇格し、弘前医科大学となった。
- 新制大学への移行に際して弘前大学に包括され、医学部となった （現・医学部医学科）。
- 同窓会は 「社団法人 弘前大学医学部鵬桜会」 と称し、旧制・新制合同の会である。

## 沿革

### 前史
- 1916年： 青森県立青森病院に看護婦講習科を開設。
- 1935年： 青森県立青森病院に産婆講習科を開設。
- 1942年9月： 代議士 竹内俊吉・青森県議 山崎岩男・青森県知事 山田俊介ら、医学専門学校 （医専） 設立を上京陳情。
- 1943年12月： 文部省、青森への医専設立決定。

### 青森医学専門学校時代
- 1944年3月28日： 勅令第165号により、青森医学専門学校設置。
- 1944年5月1日： 青森医専、開校式 （青森市浦町の野脇国民学校校舎）。10日、第1回入学式。
- 1945年4月： 青森市寺町の青森県立青森病院を移管し、青森医学専門学校附属病院とする。
- 1945年7月28日： 空襲で附属病院・寄宿舎を焼失。
- 1945年8月28日： 講義再開。
- 1946年2月： 学生大会、弘前市への移転を決議。
- 1947年1月15日： B級医専 （廃校対象） と判定される 。
- 1947年2月26日： 弘前への移転を条件に、A級医専として存続決定。
- 1947年3月10日： 弘前市在府町に校舎移転。
  - 弘前市本町の旧弘前市立病院を附属病院として移管。

### 弘前医科大学時代
- 1948年2月10日： 大学令により弘前医科大学設置。
  - 学部 （修業年限4年） を設置。
- 1949年3月： 青森医専、第1回卒業。
- 1949年4月10日： 附属厚生女学部を設置 （後の看護学校→弘前大学医療技術短期大学部→現・弘前大学医学部保健学科）。
- 1949年5月31日： 新制弘前大学設置 （法律第150号）。
  - 旧制青森医専・弘前医大は医学部の母体として包括される。
- 1951年1月31日： 新制弘前大学医学部設置。
- 1951年2月6日： 附属厚生女学部を弘前大学附属病院附属看護学校と改称。
- 1951年3月10日： 旧制青森医学専門学校、閉校式。
- 1951年4月16日： 新制弘前大学医学部 第1回入学式。
  - 修業年限4年。
- 1952年2月： 医学研究科設置 （旧制）。
- 1952年3月： 旧制弘前医大 第1回卒業。附属病院看護婦講習科・産婆講習科、廃止。
- 1955年1月： 新制医学部進学課程設置。
- 1956年1月： 旧制学位審査権取得。
- 1958年3月： 新制大学院医学研究科設置。
- 1960年3月31日： 旧制弘前医科大学、廃止。

## 歴代校長・学長
青森医学専門学校
- 初代： 丸井清泰 （1944年3月 - 1951年3月）

弘前医科大学
- 初代： 丸井清泰 （1948年4月 - 1953年8月19日死去）
- 第2代： 工藤喬三 （1953年11月 - 1955年11月）
- 第3代： 佐藤煕 （1955年11月 - 1960年3月）

## 校地の変遷と継承
校舎
旧制青森医専設立当初は、青森市浦町210の野脇国民学校校舎を使用した。校舎は1945年7月の青森空襲に耐えたが、市内の附属病院・寄宿舎は焼失した。1947年3月、医専存続のため、弘前市在府町5番地の旧朝陽小学校校地に移転。同校地は後身の旧制弘前医大・新制弘前大学医学部に引き継がれている。
附属病院
1945年4月、青森市寺町46 （現・青森市中央1丁目、青森市役所付近） の青森県立青森病院が移管され、青森医専附属病院となった。同年7月、空襲で附属病院焼失。同年10月、東津軽郡筒井村の旧陸軍官舎を仮附属病院として使用。1947年3月、医専の弘前移転に伴い、弘前市本町53番地の旧弘前市立病院を医専附属病院とした。後身の弘前医大附属病院、弘前大学医学部附属病院も同地を使用し続けている。

## 関連書籍
- 弘前大学医学部五十年史編集委員会（編）　『弘前大学医学部五十年史』　弘前大学医学部、1994年11月。